# Phó Hoa
Phó Hoa (tiếng Trung giản thể: 傅华, bính âm Hán ngữ: Fù Huá, sinh tháng 8 năm 1964, người Hán) là chính trị gia nước Cộng hòa Nhân dân Trung Hoa. Ông là Ủy viên Ủy ban Trung ương Đảng Cộng sản Trung Quốc khóa XX, hiện là Bí thư Đảng tổ, Xã trưởng Tân Hoa Xã. Ông nguyên là Tổng Biên tập Tân Hoa Xã; Phó Bộ trưởng Bộ Tuyên truyền Trung ương Đảng Cộng sản Trung Quốc; Thường vụ Tỉnh ủy, Bộ trưởng Bộ Tuyên truyền Tỉnh ủy Quảng Đông.
Phó Hoa là đảng viên Đảng Cộng sản Trung Quốc, học vị Cử nhân Văn học Trung Quốc, Tiến sĩ Luật học. Ông có sự nghiệp xuất phát điểm từ một thời báo, chuyển sang khối cơ quan nhà nước để rồi quay trở lại lãnh đạo hãng thông tấn chủ lực của Trung Quốc.

## Xuất thân và giáo dục
Phó Hoa sinh tháng 8 năm 1964 huyện Như Đông, thuộc địa cấp thị Nam Thông, tỉnh Giang Tô, Cộng hòa Nhân dân Trung Hoa. Ông lớn lên và tốt nghiệp phổ thông ở Như Đông, rồi trúng tuyển Học viện Sư phạm Dương Châu (扬州师范学院, nay là Đại học Dương Châu), tới Dương Châu vào tháng 9 năm 1982, nhập học Khoa Trung văn, tốt nghiệp Cử nhân chuyên ngành Ngôn ngữ và Văn học Trung Quốc vào tháng 7 năm 1985. Sau đó, ông tham gia nghiên cứu sau đại học về lịch sử Đảng Cộng sản Trung Quốc tại Học viện Chủ nghĩa Marx của Đại học Nhân dân Trung Quốc, trở thành Tiến sĩ Luật học. Phó Hoa được kết nạp Đảng Cộng sản Trung Quốc vào tháng 12 năm 1993.

## Sự nghiệp

### Các giai đoạn
Tháng 8 năm 1985, sau khi tốt nghiệp đại học, Phó Hoa bắt đầu sự nghiệp của mình khi được nhận vào làm biên tập viên của Báo Thương nghiệp Trung Quốc (中国商报社), một báo chí của Bộ Thương mại nội địa Trung Quốc. Những năm 1990, ông đảm nhiệm vị trí Chủ nhiệm Bộ Bổ sung, cấp phó xứ, rồi Chủ nhiệm Bộ Thông tin, cấp chính xứ của Báo Thương nghiệp. Sau đó, ông được điều lên Quốc vụ viện, nhậm chức Thư ký chuyên chức cấp chính xứ, Trưởng phòng của Cục Thư ký đặc khu của Quốc vụ viện, rồi Thư ký chuyên chức của Văn phòng Cải cách thể chế Quốc vụ viện. Tiếp theo đó, Phó Hoa được điều về công tác ở Bắc Kinh, bổ nhiệm làm Trợ lý Quận trưởng Chính phủ Nhân dân quận Phòng Sơn, kiêm Bí thư Đảng tổ, Chủ nhiệm Ủy ban Khoa học và Công nghệ quận. Những năm 2000, ông được thăng chức làm Phó Quận trưởng Phòng Sơn, rồi được chuyển sang quận Tây Thành, vào ban thường vụ quận ủy, nhậm chức Bộ trưởng Bộ Tuyên truyền Quận ủy Tây Thành, rồi Bí thư Đảng tổ, Phó Chủ tịch Liên đoàn Văn học nghệ thuật Tây Thành, kiêm nhiệm Bí thư Đảng tổ Liên đoàn Khoa học xã hội Tây Thành, Hiệu trưởng Trường Đảng Quận ủy từ tháng 3 năm 2007.
Tháng 2 năm 2010, Phó Hoa được bổ nhiệm làm Phó Bộ trưởng Bộ Tuyên truyền Thành ủy Bắc Kinh, rồi Phó Tổng thư ký Thành ủy, cấp chính sảnh, địa từ tháng 7 năm 2011. Tháng 4 năm 2014, ông được chuyển chức sang khối báo chí, nhậm chức Bí thư Đảng ủy, Xã trưởng (社长) Nhật báo Bắc Kinh (北京日报), kiêm Chủ nhiệm Ủy ban các vấn đề xã hội của Nhật báo Bắc Kinh, chính thức trở lại ngành báo chí và truyền thông. Ngày 9 tháng 11 năm 2016, Phó Hoa được bầu làm Phó Chủ tịch Hiệp hội Nhà báo Toàn quốc Trung Hoa, rồi được phân công làm Phó Bộ trưởng thường vụ Bộ Tuyên truyền Thành ủy Bắc Kinh từ tháng 1 năm 2017, nhậm chức Tổng Biên tập Nhật báo Kinh tế từ tháng 5 cùng năm. Ngày 25 tháng 3 năm 2018, Phó Hoa được điều tới tỉnh Quảng Đông, kế nhiệm Thận Hải Hùng vị trí Bộ trưởng Bộ Tuyên truyền Tỉnh ủy Quảng Đông, vào ban thường vụ tỉnh ủy, cấp phó tỉnh, bộ. Đến tháng 2 năm 2020, ông được điều về trung ương, nhậm chức Phó Bộ trưởng Bộ Tuyên truyền Trung ương Đảng Cộng sản Trung Quốc.

### Tân Hoa Xã
Ngày 7 tháng 7 năm 2021, Phó Hoa được bổ nhiệm làm Tổng Biên tập Tân Hoa Xã, kế nhiệm nhà báo Hà Bình. Đến ngày 7 tháng 6 năm 2022, Ủy ban Trung ương Đảng, Quốc vụ viện quyết định phân công ông nhậm chức Bí thư Đảng tổ, Xã trưởng Tân Hoa Xã, chính thức lãnh đạo toàn diện cơ quan thông tấn xã này của Trung Quốc. Cuối năm 2022, ông tham gia Đại hội Đảng Cộng sản Trung Quốc lần thứ XX từ đoàn đại biểu khối cơ quan trung ương Đảng và Nhà nước. Trong quá trình bầu cử tại đại hội, ông được bầu là Ủy viên Ủy ban Trung ương Đảng Cộng sản Trung Quốc khóa XX.